# Arudo
Arudo (em grego: Αρούθ; romaniz.: Aroúth) foi um oficial bizantino de origem hérula, ativo sob o imperador Justiniano (r. 527–565). Sabe-se que era casado com a filha de nome incerto do general Maurício, filho de Mundo. Reconhecido soldado, liderou seus companheiros hérulos durante a expedição ao Reino Ostrogótico liderada por Narses em 552. Com a morte de Fulcário, ele recebeu grande suporte para tornar-se o novo líder hérulo.